# 依兰县
46°20′N 129°34′E / 46.333°N 129.567°E
依兰县是中华人民共和国黑龙江省哈尔滨市下辖的一个县，位于哈尔滨市东北部，坐落于三江平原之上。依兰是满族祖居地之一。也是清室祖宗发祥重地。依兰是满语（穆麟德轉寫：ilan hala），汉译为“三姓”，现取其音译名称。县人民政府駐通河街418號。古称五国城，宋徽宗赵佶在金天会十三年（1135年）時，於該地駕崩。

## 歷史

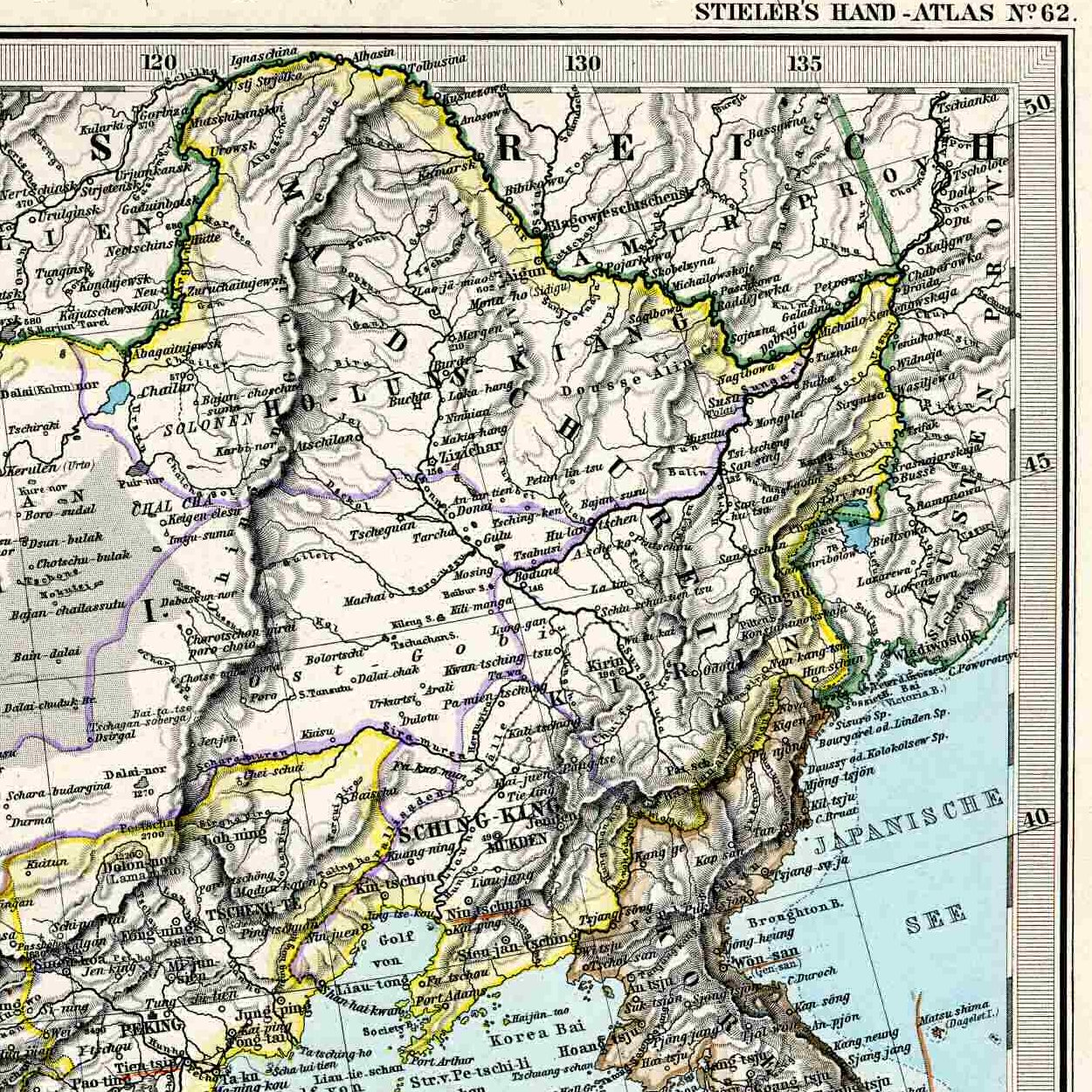
1892年的中国东北地图

依兰县早在五千年前的新石器时期就有人类活动，唐代开始设治，建铁利府，辽代改为五国头城，五国头城就是金國用來囚禁宋徽宗和宋钦宗，以及宋高宗生母韋氏的地方。而满洲觉罗氏的发源地也是黑龙江依兰县。 按《滿洲氏族通譜》，努爾哈赤原本姓覺羅。
宋徽宗趙佶，北宋第八位皇帝，靖康元年（1126年）金兵兵臨城下，二年國亡被俘北上，金天會十三年（1135年）因病亡於此地，終年52歲。
1714年（清康熙五十三年），三姓（依兰）筑城，设“三姓协领衙门”。1731年12月（雍正九年十一月），增设三姓副都统镇守地方，第二年3月任命爱新觉罗七十五为副都统，辖区包括了黑龙江中下流域、松花江中下流域、乌苏里江流域和库页岛。1905年（清光绪三十一年），吉林将军上奏光绪：“三姓一城，为吉江门户，又为松花、牡丹两江汇流东下之区，地多沃壤，户口殷繁。”，请求设立府治。1906年2月15日（清光绪三十二年正月二十二日），光绪帝批准了吉林将军的请求，改设三姓为“依兰府”，隶于滨江关道。1912年中华民国成立，1913年，中华民国政府将依兰府改为依兰县。1914年6月，又将将东北路道改名为依兰道，将依兰县并入依兰道。1929年2月，民国政府撤销依兰道。将其辖区并入吉林省直辖，为二等县。

1945年－1949年，依蘭縣屬合江省管轄

九一八事变后，依兰县起初隶属于吉林省，1934年满洲政府实行了“省公署官制”，将东北划为了十四省，依兰县被划归为三江省辖下。1945年抗日战争胜利后，依兰县被划归为合江省辖下。1947年春，國民政府公布了“东北新省区方案”，将原依兰县辖下的土龙山、宏克力、三道通划出，建立了依东县、双河县和刁翎县，拆分了依兰县。1948年6月，又将此四县重新合并为依兰县。1949年5月，合江省被撤销，依兰县划归松江省。1954年8月，中华人民共和国政府将黑龙江省、松江省两省合并，依兰县改为黑龙江省管辖，并入合江专区。1985年1月合江专区被撤销，依兰县划入佳木斯市。1991年4月1日，依兰县改为哈尔滨市辖下。

## 人口
清朝初期，现今为依兰县的三姓拥有百余户赫哲族居民。1929年2月，依兰道被撤销，取而代之的依兰县时有人口16.4万人。中华人民共和国成立后曾于1953年进行了第一次全国人口普查，时全县人口达11.7万人。1992年末全县总人口为36.4万人，其中非农业人口为11.5万人，除汉族外，拥有满族、回族和朝鲜族共计两万人。第六次全国人口普查结果显示2010年依兰县总人口为38万8319人。
根據第七次人口普查數據，截至2020年11月1日零時，依蘭縣常住人口為258345人。

## 地理
依兰县隶属于黑龙江省哈尔滨市，哈尔滨市东北部，地处三江平原的西部。依兰县南北宽75公里，东北临佳木斯市, 东临桦南县, 东南临勃利县，南临林口县，西部与方正县、通河县僻壤，西北为铁力市，北为伊春市。依兰县总面积4,672余平方千米，其中有耕地90万余亩、林地260万余亩、水域18万余亩。

### 地貌
依兰县地层为前寒武系中元古界黑龙江群，属于黑龙江省东部地区新华夏系第二隆起带，此区域地质活动较为强烈，分为东西向和北东向，也是典型的盆地式半丘陵、半山区地带。依兰县四面环山，其中三面为张广才岭和完达山脉，北部则为小兴安岭余脉，四面围绕的山峰均为海拔150米以上。松花江、牡丹江、倭肯河、巴兰河这四条江河流经县境。

### 气候
依兰县位于中纬度的欧亚大陆东部，属于大陆性季风气候。依兰县四季分明，季节间变化明显，夏季多雨且炎热，冬季寒冷干燥，春冬较长、夏秋较短。依兰县年均日照2500小时，平均气温为3.1摄氏度至3.6摄氏度，年平均降雪13毫米，降水量500毫米。
| 依兰县（1971-2000）     | 依兰县（1971-2000） | 依兰县（1971-2000） | 依兰县（1971-2000） | 依兰县（1971-2000） | 依兰县（1971-2000） | 依兰县（1971-2000） | 依兰县（1971-2000） | 依兰县（1971-2000） | 依兰县（1971-2000） | 依兰县（1971-2000） | 依兰县（1971-2000） | 依兰县（1971-2000） | 依兰县（1971-2000） |
| 月份                    | 1月                 | 2月                 | 3月                 | 4月                 | 5月                 | 6月                 | 7月                 | 8月                 | 9月                 | 10月                | 11月                | 12月                | 全年                |
| ----------------------- | ------------------- | ------------------- | ------------------- | ------------------- | ------------------- | ------------------- | ------------------- | ------------------- | ------------------- | ------------------- | ------------------- | ------------------- | ------------------- |
| 平均高温 °C（°F）       | −12.9 (8.8)         | −7.5 (18.5)         | 1.8 (35.2)          | 13.0 (55.4)         | 20.4 (68.7)         | 25.0 (77.0)         | 27.5 (81.5)         | 25.8 (78.4)         | 20.3 (68.5)         | 11.4 (52.5)         | −0.7 (30.7)         | −10.4 (13.3)        | 9.5 (49.0)          |
| 平均低温 °C（°F）       | −22.7 (−8.9)        | −19.2 (−2.6)        | −10.8 (12.6)        | −0.6 (30.9)         | 6.8 (44.2)          | 13.5 (56.3)         | 17.6 (63.7)         | 15.9 (60.6)         | 8.3 (46.9)          | −0.4 (31.3)         | −10.5 (13.1)        | −19.3 (−2.7)        | −1.8 (28.8)         |
| 平均降水量 mm（）       | 2.5 (0.10)          | 3.8 (0.15)          | 9.4 (0.37)          | 22.7 (0.89)         | 54.2 (2.13)         | 93.1 (3.67)         | 130.9 (5.15)        | 124.5 (4.90)        | 58.9 (2.32)         | 38.2 (1.50)         | 10.7 (0.42)         | 6.7 (0.26)          | 555.6 (21.86)       |
| 平均降水天数（≥ 0.1mm） | 4.5                 | 4.2                 | 5.8                 | 8.1                 | 12.1                | 14.4                | 13.6                | 13.0                | 10.9                | 8.5                 | 6.2                 | 6.2                 | 107.5               |
| 来源：中国气象局        |                     |                     |                     |                     |                     |                     |                     |                     |                     |                     |                     |                     |                     |

## 行政區劃
下轄6个镇、2个乡、1个民族乡：
依兰镇、达连河镇、江湾镇、三道岗镇、道台桥镇、宏克利镇、团山子乡、愚公乡、迎兰朝鲜族乡、依兰县林业局、依兰农场和松花江农场。

## 交通
- 221国道、 229国道过境。